# Medieșu Aurit
Medieșu Aurit es una comuna ubicada en el distrito de Satu Mare, Rumania.

## Superficie
Posee una superficie de 103,3 kilómetros cuadrados.

## Demografía
Hasta 2021 la población era de 6224 habitantes, con una densidad de población de 60,26 habitantes por kilómetro cuadrado.